# Langlaufzentrum Silberhütte
Die Silberhütte ist ein  Schilanglaufzentrum im nördlichen Oberpfälzer Wald und zur Stadt Bärnau sowie  zum Landkreis Tirschenreuth gehörig. 
Sie liegt am westlichen Fuße des Entenbühl (901 m). Eine Besonderheit ist auf Grund der Lage unmittelbar an der Grenze zu Tschechien durch die  Loipenführung über die Bundesgrenze hinaus gegeben. Das Langlaufzentrum umfasst insgesamt 50 km Loipe plus 9 km  Skatingstrecke in einer Höhenlage zwischen 750 und 901 m ü. NN.
Am Startpunkt der Loipen befindet sich neben einer Wachshütte ein Wirtshaus. 